# Pandora dacnusae
Pandora dacnusae är en svampart som först beskrevs av Balazy, och fick sitt nu gällande namn av Humber 1989. Pandora dacnusae ingår i släktet Pandora och familjen Entomophthoraceae.   Inga underarter finns listade i Catalogue of Life.